# 劉伯
刘伯（？—？），汉朝宗室，刘太公的长子，是汉高祖刘邦大哥，早逝，高帝五年春正月（前202年春正月），追尊为武哀侯（刘邦时为汉王，故不追尊其为王，是为其称帝前准备）。高后八年夏五月辛未（前181年夏五月辛未），追尊其为武哀王。
刘伯早死，刘邦贫贱时，曾经避难，常常与宾客一起到大嫂家去吃饭。大嫂讨厌刘邦，刘邦与客人一来，大嫂就假装羹汤吃完，故意用饭勺碰刮锅边发出声响，宾客以为锅中没有饭，就离去了。过后刘邦看到锅中还有羹汤，就由此怨恨他的大嫂。刘伯的儿子刘信跟从刘邦投身军旅，击败韩王信，担任郎中将。刘邦称帝后，封赏兄弟子侄，只有刘信没有被封赏。太上皇刘太公为自己的孙子说话，刘邦说：“我不敢忘记封赏大哥的儿子，因为他的母亲不是忠厚大方的人。”汉高祖七年（前200年）十月，刘邦封刘信为羹颉侯。

## 家庭

### 父母
- 太上皇刘太公
- 刘媪（刘邦称帝后追尊为昭灵夫人，后吕后追尊为昭灵后）

### 兄弟姐妹
- 刘仲：原封代王，因臨陣脫逃被降為侯爵，後刘仲之子劉濞為吳王，漢惠帝於是追复刘仲為王，是為吳頃王。
- 刘邦：汉高祖
- 刘交：楚元王
- 刘氏：昭哀

### 夫人
- 某氏，封阴安侯

### 儿子
- 刘信：韩王信反，以郎中将击韩王信。高帝功臣第77位，封羹颉侯。孝惠二年，因过降为关内侯。